# Marcinkowice (powiat opatowski)
Marcinkowice – wieś sołecka w Polsce położona w województwie świętokrzyskim, w powiecie opatowskim, w gminie Opatów.
W latach 1975–1998 miejscowość należała administracyjnie do województwa tarnobrzeskiego.
Przez miejscowość przebiega droga wojewódzka nr 757.
Na południe od wsi przepływa potok Rzeka Marcinkowska, dopływ Opatówki.

## Części wsi
| SIMC    | Nazwa                  | Rodzaj    |
| ------- | ---------------------- | --------- |
| 0801622 | Od Miasta              | część wsi |
| 0801639 | Przy Łagowskiej Szosie | część wsi |
| 0801645 | Przy Szosie            | część wsi |

## Historia
Marcinkowice w wieku XIX stanowiły wieś i folwark nad rzeką Marcinkówką, w powiecie opatowskim, gminie i parafii Opatów.
W roku 1883 posiadał 19 domów 185 mieszkańców 236 mórg ziemi rządowej (majorat R. St. Osten-Sakena) i 133 mórg włościańskich.

Według spisu miast, wsi, osad Królestwa Polskiego z 1827 r. była to wieś duchowna posiadająca 16 domów, 84 mieszkańców.Marcinkowice pierwotnie należały do biskupów lubuskich. Na mocy układu z kanonikami katedry opatowskiej biskup lubuski Stefan ustąpił im na własność Marcinkowice, które zostały rozdzielone na uposażenie dziekana, scholastyka i pięciu pierwszych proboszczów katedry opatowskiej.
Łanów kmiecych było tu 11, z tych po 2 łany posiadali dziekan i scholastyk, proboszczowie zaś po jednym. Były tu także dwa młyny należące do dziekana.